# Iris II: New Generation
Iris II: New Generation (en hangul,  아이리스2; RR:  Airiseu 2, también conocida como Iris II), es una serie de televisión surcoreana transmitida del 13 de febrero del 2013 hasta el 18 de abril del 2013 a través de KBS2.
El drama es la secuela de la serie Iris estrenada el 14 de octubre del 2009, y continúa la historia de los agentes del Servicio de Seguridad Nacional que se enfrentan a la misteriosa organización conocida como "IRIS".

## Sinopsis
La serie sigue las secuelas ocurridas en IRIS y Athena: Goddess of War.
Explorando los orígenes de Baek San (el antiguo director del Servicio de Seguridad Nacional de Corea del Sur (NSS) y agente activo de la organización secreta IRIS) y de Jung Yoo-gun (un agente de la NSS).
Después de que el agente Kim Hyun-joon, un soldado y miembro del NSS fuera asesinado de un disparo por Ray, un agente y francotirador de IRIS. La organización entra en remisión para recuperarse y hacer reconocimientos del terreno.
Tres años después de la muerte de Hyun-joo, la NSS ya no es una división secreta de operaciones encubiertas como lo era antes, ya que ahora es una entidad pública para el mundo.
El director de Seguridad Nacional, quien ahora es el supervisor de NSS y quien nunca aprobó la existencia de este debido al abuso de poder de Baek San, reduce las capacidades del servicio limitándolos a regular y controlar el crimen federal (como cerrar una red de contrabando de armas). Durante este tiempo la actual directora de la NSS toma nota del oficial Jung Yoo-gun y le pide que entrene a un nuevo grupo de agentes de la NSS para que se encarguen de futuras amenazas nacionales.

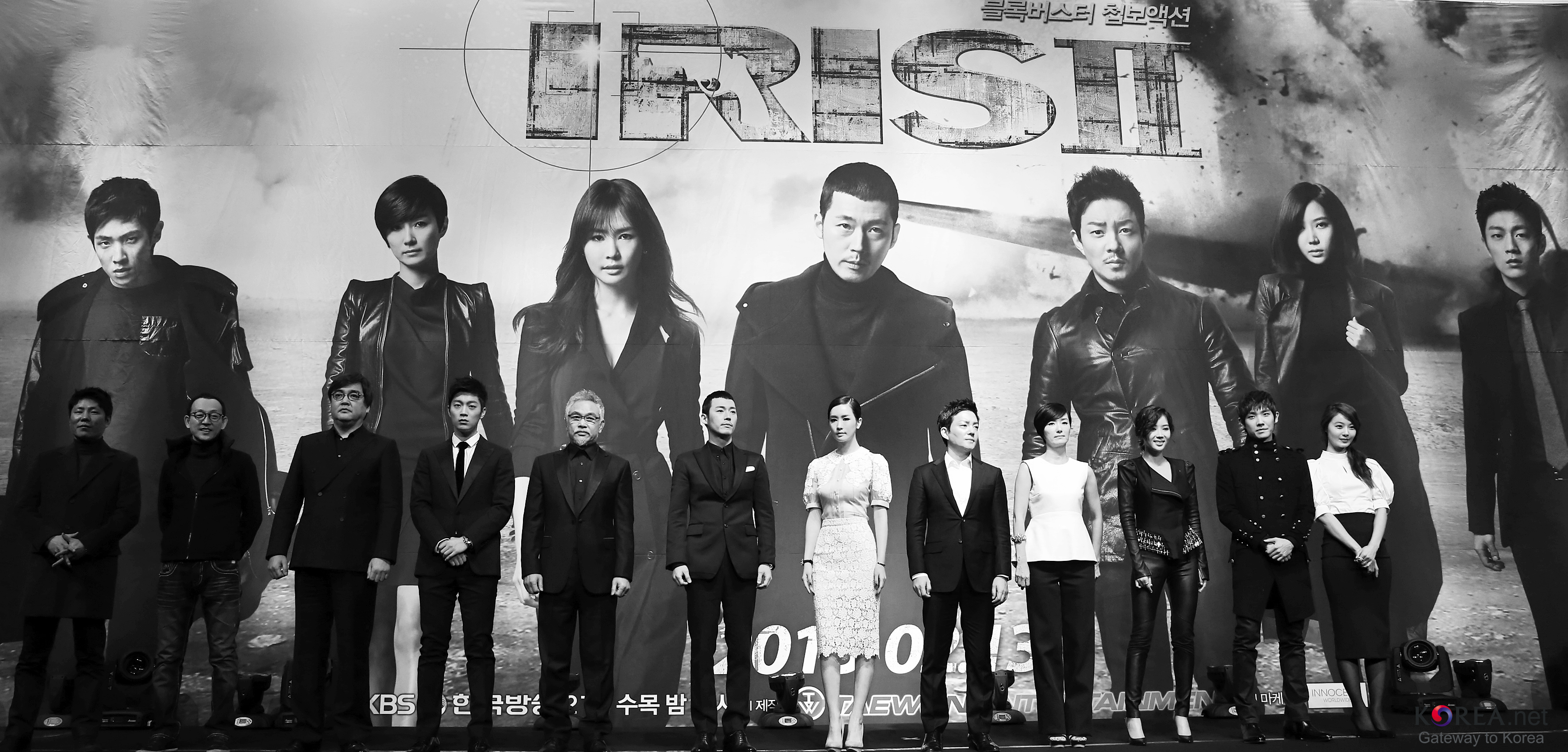
Elenco de la serie "Iris II: New Generation" durante la conferencia de la prensa de la serie en el 2013.

Ahora como líder del equipo TF-A, Yoo-gun junto a su grupo comienzan a ejecutar operaciones de campo para la agencia, cuando IRIS finalmente hace su movimiento contra la NSS buscando rescatar a Baek San. Dispuestos a ponerle fin a IRIS, el equipo de la NSS comienza su cacería y en el proceso Yoo-gun descubre verdades que cambian su vida.
Por otro lado, la exagente de Corea del Norte, Kim Seon-hwa deja todo atrás, tras la muerte de su familia, y construye una nueva vida para sí misma en Nueva Zelanda. Sin embargo todo su mundo se destruye cuando el dictador norcoreano decide tomar medidas enérgicas contra las personas que considera traidoras al país, lo que trae como consecuencia la muerte de su hija y esposo. Con todo lo que ama aniquilado, Seon-hwa jura vengarse y desaparece misteriosamente.
Mientras tanto y sin saberlo, su hermana menor Kim Yeon-hwa y madre, logran sobrevivir al atentado de su familia, pero son enviadas a un campo de concentración de una mina de carbón como sentencia de muerte y mientras huyen su madre es asesinada. Al igual que su hermana, llena de furia y venganza, Yeon-hwa decide unirse a IRIS para ganar poder y así vengarse de Corea del Norte y también para tener las habilidades de poder encontrar a su desaparecida hermana.

## Reparto

### Personajes principales
| Actor                        | Personaje          | Nº de episodios | Notas |
| ---------------------------- | ------------------ | --------------- | --- |
| Jang Hyuk Park Gun-woo       | Jung Yoo-gun / Ken | 20              | Es el líder del equipo "TF-A" del Servicio de Seguridad Nacional de Corea del Sur (NSS) y un hombre habilidoso en las artes marciales. Mientras se hace cargo de los eventos que rodean a Baek San e IRIS, comienza una lucha desesperada por su vida, luego de quedar atrapado en una serie de eventos fatídicos que cambiarán su vida. Está enamorado de Ji Soo-yeon, con quien creció y es el hijo biológico de Baek San, sin embargo ninguno de los dos lo saben. Más tarde pierde la memoria luego de recibir un disparo en la cabeza durante una confrontación con los agentes de IRIS y luego de recuperarse Ray le hace creer que es un agente de IRIS llamado "Ken". Después de recuperar su memoria y regresar con la NSS, se sacrifica para destruir una bomba nuclear que detona a través del océano, salvando a Corea del Sur. |
| Lee Da-hae Kim So-hyun       | Ji Soo-yeon        | 20              | Es una medallista de oro olímpica en tiro con pistola, que es reclutada como agente del Servicio de Seguridad Nacional de Corea del Sur (NSS). Conoce a Jung Yoo-gun desde que eran pequeños y se enamoraron de adultos. Después de la desaparición de Yoo-gun, se convierte en la comandante del equipo y luego de su muerte de Yoo-gun crea una tumba para él. |
| Lee Beom-soo                 | Yoo Joong-won      | 20              | Es un antiguo espía renegado de Corea del Norte, quien aunque parece desconfiar del NSS dice compartir un enemigo en común: IRIS. Está enamorado de Kim Yeon-hwa, por lo que la ayuda a asesinar al ministro principal enviado para las conversaciones de paz con el Norte. Más tarde se revela que en realidad Joong-won nunca había desertado de su país y que sólo estaba esperando el momento oportuno para llevar a cabo su misión personal: disparar y matar a Park Cheol-yeong. Poco después de la muerte de Mr. Black (el jefe de IRIS), Joong-won ocupa su lugar. Cuando descubre que su madre había sido asesinada por su propio gobierno, mata a su general y se lleva una bomba nuclear para destruir la ciudad, sin embargo con la ayuda de Yeon-hwa es detenido y luego muere durante un tiroteo con agentes de la NSS.       |
| Oh Yeon-soo                  | Choi Min           | 20              | Es la actual subdirectora y comandante del Servicio de Seguridad Nacional de Corea del Sur (NSS). Es una agente de élite dura y fría que trabajó para el Pentágono antes de ser seleccionada para convertirse en la subdirectora del NSS. Choi busca usar su puesto para destruir a la organización secreta conocida como IRIS, luego de que el antiguo comandante de la NSS fuera asesinado en una emboscada orquestada por IRIS. Más tarde, después de oponerse al enfrentamiento nuclear e intentar entregar en secreto las armas nucleares a las Fuerzas Armadas estadounidenses, es obligada a renunciar a su puesto como comandante del NSS por su insubordinación. |
| Yoon Doo-joon                | Seo Hyun-woo       | 20              | Es un brillante y confiado agente de élite del Servicio de Seguridad Nacional de Corea del Sur (NSS) que es experto en todo, incluido disparos, artes marciales, descifrado de códigos e idiomas extranjeros. Está enamorado de Ji Soo-yeon, a quien cuida y protege. Más tarde se convierte en el segundo al mando del equipo. |
| Kim Yeong-cheol Jung Suk-won | Baek San           | 20              | Es el antiguo director del Servicio de Seguridad Nacional de Corea del Sur (NSS). Aunque es apliamente reconocido por su destacada habilidad en el manejo del NSS, más tarde se revela que en realidad es el jefe de la división coreana de la organización secreta IRIS y que trabaja bajo las órdenes del señor Black, por lo que es detenido. Luego se revela que años atrás Baek San había sido engañado haciéndole creer que el amor de su vida, Jung Soo-min había muerto junto con su hijo por nacer y que ese hijo era Jung Yoo-gun. Más tarde mata a Mr. Black mientras se suicida. |
| Lee Joon                     | Yoon Shi-hyuk      | 20              | Es el joven jefe de respaldo de operaciones en el centro de mando del Servicio de Seguridad Nacional de Corea del Sur (NSS). Pero que en realidad trabaja como espía para IRIS. |
| Im Soo-hyang                 | Kim Yeon-hwa       | 20              | Es la hermana menor de Kim Seon-hwa. Luego de convertirse en una asesina para la organización IRIS debe llevar a cabo un asesinato para poder encontrar a su hermana, quien ha desaparecido. Más tarde mientras es perseguida por agentes de una alianza desconocida, sospechosa de ser IRIS, finalmente se reencuentra con su hermana y ambas huyen. |

### Personajes secundarios

#### Miembros de la Seguridad Nacional (NSS)
| Actor                 | Personaje       | N.º de episodios | Notas |
| --------------------- | --------------- | ---------------- | --- |
| Sung Dong-il          | Park Joon-han   | -                | Es el jefe de la unidad antiterrorista del Servicio de Seguridad Nacional de Corea del Sur (NSS).                             |
| Yoon Joo-sang         | Oh Hyun-kyu     | -                | Es el jefe de la sección de investigaciones científicas y forenses del Servicio de Seguridad Nacional de Corea del Sur (NSS). |
| Baek Sung-hyun        | Kang Byung-jin  | -                | Es un hacker genio y el experto en informática del Servicio de Seguridad Nacional de Corea del Sur (NSS).                     |
| Kim Il-woo            | Kang Cheol-hwan | -                | Es el director del equipo de despacho del Servicio de Seguridad Nacional de Corea del Sur (NSS).                              |
| Cha Hyun-jung         | Yoo Hae-young   | -                | Es el líder del equipo de despacho del Servicio de Seguridad Nacional de Corea del Sur (NSS).                                 |
| Jeon Jae-hyung        | Pyo Jin-hwan    | -                | Es un miembro del Servicio de Seguridad Nacional de Corea del Sur (NSS).                                                      |
| Kim Hyung-kon (Dowoo) | Song Young-min  | -                | Es un miembro del Servicio de Seguridad Nacional de Corea del Sur (NSS).                                                      |
| Lee Seung-hak         | Kim Ji-heon     | -                | Es un miembro del Servicio de Seguridad Nacional de Corea del Sur (NSS).                                                      |

#### Miembros de IRIS
| Actor             | Personaje                  | N.º de episodios | Notas |
| ----------------- | -------------------------- | ---------------- | --- |
| Kim Kap-soo       | Anthony Choi / "Mr. Black" | -                | Es un ingeniero coreano-estadounidense contratado por el Sur para realizar ingeniería inversa en las armas nucleares, sin saber que en realidad es el señor Black, el jefe de la organización secreta conocida como "IRIS". Más tarde es asesinado por Baek San y Yoo Joong-won toma su lugar. |
| David Lee McInnis | Ray                        | -                | Es un mercenario y el líder del equipo de operaciones de IRIS. Es el responsable del asesinato de Kim Hyun-joon (un soldado de las Fuerzas Especiales de Corea del Sur y miembro del Servicio de Seguridad Nacional de Corea del Sur (NSS)). Más tarde es asesinado por Jung Yoo-gun. |
| Yoon Joo-hee      | Lee Soo-jin                | -                | Es una agente de IRIS que se hace pasar como la asistente del director del Servicio de Seguridad Nacional de Corea del Sur (NSS). Soo-jin utiliza sus privilegios de acceso y su relación secreta con el director para sacarle información y así avisarle a IRIS de las actividades de la NSS. Es la responsable de la muerte de varios agentes de la NSS después de avisarle a Ray sobre al ubicación de uno de los campamentos secretos de la agencia. Más tarde, luego de ser descubierta, es arrestada por la NSS. |
| Go Yoon           | Yoo Jin                    | -                | Es un agente de IRIS. |
| Kim Ji-min        | Jamie                      | -                | Es un agente de IRIS que trabaja con Ray. |
| -                 | Rie                        | -                | Es una agente de IRIS, quien junto a su padre son los encargados de asegurarse de que Jung Yoo-gun no recupere su memoria mientras se hospeda en una posada en Akita, Japón. |

#### Miembros del Partido de Corea del Norte
| Actor         | Personaje        | N.º de episodios | Notas |
| ------------- | ---------------- | ---------------- | --- |
| Kim Seung-woo | Park Cheol-yeong | -                | Es un agente secreto de alto rango de Corea del Norte, así como el enlace del Norte con Corea del Sur. Más tarde es traicionado y asesinado por Yoo Joong-won, quien lo reemplaza. |
| Yoon So-yi    | Park Tae-hee     | -                | Es una mujer que a pesar de graduarse como la mejor de su clase en una prestigiosa universidad de Seúl termina con el cerebro lavado luego de conocer a Yoo Joong-won, quien la recluta y la introduce ilegalmente en el Norte. Después de recibir un entrenamiento especial regresa a Corea del Sur donde opera como espía. Más tarde se revela que también trabaja bajo las órdenes de Yoo Joong-won. |

#### Miembros de laCasa Azul
| Actor        | Personaje    | N.º de episodios | Notas |
| ------------ | ------------ | ---------------- | --- |
| Jo Sung-ha   | Ha Seung-jin | -                | Es el actual Presidente de Corea del Sur, un hombre que quiere revelarle al mundo que el Sur también ha obtenido acceso a la tecnología nuclear, en parte para obtener reconocimiento internacional y también para demostrar que pueden defenderse y amenazar a Corea del Norte en igual medida y capacidad. |
| Lee Jung-gil | Cho Myung-ho | -                | Es el antiguo presidente de Corea del Sur. |

### Otros personajes
| Actor                           | Personaje                    | Episodio donde apareció | Notas |
| ------------------------------- | ---------------------------- | ----------------------- | --- |
| Yūko Fueki                      | Eriko Sato                   | -                       | Es una mujer japonesa de la agencia Nacional de Inteligencia del país.                                                                               |
| Lee Bo-hee Lee Na-Kyung (Na Ya) | Jung Soo-min / Jung Ji-young | -                       | Es la madre de Jung Yoo-gun y la antigua amante de Baek San, a quien le hacen creer que Baek está muerto.                                            |
| Joo Jin-mo                      | Det. Ha Jae-yong             | -                       | Es un detective. |
| Kwon Byung-gil                  | Wi Sang-chul                 | -                       | |
| Park Se-jun (KIDZ)              | Hyuk Soo                     | -                       | |
| Lim Il-gyu                      | Kim Jung-yong                | -                       | |
| Kang Shin-hyo                   | Jang Chul                    | -                       | Es el guardaespaldas de Baek San (ep. 12) |
| Lee Seung-yong                  | -                            | -                       | Es un agente táctico. |
| Park Jung-won                   | -                            | -                       | Es una agente norcoreana que trabaja para Park Cheol-yeong.                                                                                          |
| Kim Ki-yul                      | -                            | -                       | Es el sobrino de Oh Hyun-kyu, quien trabaja en una panadería.                                                                                        |
| Park Sang-wook                  | -                            | 1                       | Es un traficante de armas chino. |
| Kenichi Yoshimura               | Kimura                       | -                       | |
| Kim Hee-jin                     | -                            | -                       | |
| Kim Jung-wook                   | Yo Han                       | 13-14                   | |
| Kim Joo-hwang                   | -                            | -                       | Es un oficial de escolta de Corea del Norte. |
| Eom Ji-man                      | -                            | -                       | Es un mercenario de Corea del Norte. |
| Kim Chang-jo                    | -                            | -                       | |
| Kim Min-hyung                   | -                            | -                       | |
| Ahn Seung-hoon (안승훈)         | Kwon Young-choon             | -                       | |
| -                               | Mei                          | -                       | Es una asistente china asesinada por Kim Yeon-hwa, quien le roba su identidad y mata al ministro encargado de las negociaciones de paz con el Norte. |

### Apariciones especiales
| Actor        | Personaje    | Episodio donde apareció | Notas |
| ------------ | ------------ | ----------------------- | --- |
| Kim So-yeon  | Kim Seon-hwa | 20                      | Es una oficial de alto rango en su equipo de seguridad y una de las pocas mujeres que ha logrado ganarse la confianza y el reconocimiento de sus colegas en las Fuerzas de Seguridad de Corea del Norte. Trabajó bajo las órdenes de Park Cheol-yeong, a quien admira. Después de desaparecer durante una operación, su hermana menor Kim Yeon-hwa se convierte en una asesina y comienza un viaje para encontrar a su hermana. |
| Jung Joon-ho | Jin Sa-woo   | -                       | |
| Jeon Jin-ki  | "Phillip"    | 17                      | |

## Episodios
La serie está conformada por 20 episodios, los cuales fueron emitidos todos los miércoles y jueves a las 21:55 (KST).
El 19 de diciembre del 2013 se estrenó "IRIS 2: The Movie" (아이리스II : 더 무비), la cual fue una versión más corta de la serie.

### Raitings
Los números en color rojo indican las calificaciones más bajas, mientras que los números en azul indican las calificaciones más altas.
| Ep. | Fecha de emisión      | Participación promedio de audiencia | Participación promedio de audiencia | Participación promedio de audiencia | Participación promedio de audiencia |
| Ep. | Fecha de emisión      | TNmS Ratings                        | TNmS Ratings                        | AGB Nielsen                         | AGB Nielsen                         |
| Ep. | Fecha de emisión      | Nacional                            | Seúl                                | Nacional                            | Seúl                                |
| --- | --------------------- | ----------------------------------- | ----------------------------------- | ----------------------------------- | ----------------------------------- |
| 1   | 13 de febrero de 2013 | 17.0%                               | 19.3%                               | 14.4%                               | 15.3%                               |
| 2   | 14 de febrero de 2013 | 15.0%                               | 16.9%                               | 12.4%                               | 12.0%                               |
| 3   | 20 de febrero de 2013 | 12.2%                               | 13.2%                               | 10.8%                               | 10.7%                               |
| 4   | 21 de febrero de 2013 | 11.7%                               | 12.9%                               | 10.7%                               | 10.5%                               |
| 5   | 27 de febrero de 2013 | 11.6%                               | 13.5%                               | 10.1%                               | 10.0%                               |
| 6   | 28 de febrero de 2013 | 10.8%                               | 12.1%                               | 10.1%                               | 10.1%                               |
| 7   | 6 de marzo de 2013    | 11.1%                               | 12.0%                               | 9.4%                                | 9.3%                                |
| 8   | 7 de marzo de 2013    | 11.2%                               | 12.4%                               | 9.5%                                | 9.8%                                |
| 9   | 13 de marzo de 2013   | 10.6%                               | 11.6%                               | 10.0%                               | 9.6%                                |
| 10  | 14 de marzo de 2013   | 9.7%                                | 10.4%                               | 10.0%                               | 9.5%                                |
| 11  | 20 de marzo de 2013   | 10.4%                               | 12.0%                               | 9.5%                                | 9.0%                                |
| 12  | 21 de marzo de 2013   | 10.6%                               | 11.3%                               | 10.5%                               | 10.2%                               |
| 13  | 27 de marzo de 2013   | 10.6%                               | 11.8%                               | 9.6%                                | 9.4%                                |
| 14  | 28 de marzo de 2013   | 10.4%                               | 11.9%                               | 10.3%                               | 10.2%                               |
| 15  | 3 de abril de 2013    | 10.6%                               | 11.3%                               | 10.2%                               | 10.3%                               |
| 16  | 4 de abril de 2013    | 11.3%                               | 12.5%                               | 11.1%                               | 10.9%                               |
| 17  | 10 de abril de 2013   | 10.5%                               | 11.3%                               | 9.7%                                | 9.6%                                |
| 18  | 11 de abril de 2013   | 9.8%                                | 10.4%                               | 8.2%                                | 8.7%                                |
| 19  | 17 de abril de 2013   | 8.8%                                | 9.2%                                | 9.7%                                | 10.7%                               |
| 20  | 18 de abril de 2013   | 10.5%                               | 11.4%                               | 10.4%                               | 10.7%                               |

## Música
El OST de la serie está conformado por las siguientes canciones:
La canción de inicio de la serie es "Do You Not Know" del dúo surcoreano Davichi.
| No. | Intérprete(s)   | Canción                                 | Duración |
| --- | --------------- | --------------------------------------- | -------- |
| 1   | Davichi         | "Don't You Know?" (모르시나요)          | 5:09     |
| 2   | Noel            | "How Are You?" (어떤가요)               | 4:21     |
| 3   | Highlight       | "Black Paradise"                        | 4:32     |
| 4   | Sohyang         | "Don't Forget" (잊지말아요)             | 4:49     |
| 5   | Soul Cry        | "I Love You"                            | 3:29     |
| 6   | G.O & Mir       | "Foolish Me" (바보같은 나)              | 3:49     |
| 7   | Ami             | "Everyday I Let You Go" (매일하는 이별) | 3:27     |
| 8   | Kim Woo-chul    | "Theme For Yoo Joong-won"               | 1:27     |
| 9   | Kim Woo-chul    | "The Final Barrier"                     | 4:40     |
| 10  | Kim Woo-chul    | "Discord"                               | 2:14     |
| 11  | Kim Woo-chul    | "State of Tension"                      | 2:29     |
| 12  | Kim Woo-chul    | "Secret Movement"                       | 4:09     |
| 13  | Kim Woo-chul    | "Suspicion 1"                           | 4:41     |
| 14  | Kim Woo-chul    | "Suspicion 2"                           | 3:45     |
| 15  | Kim Woo-chul    | "Suspicion 3"                           | 2:16     |
| 16  | Varios Artistas | "The Sentimental Mood"                  | 3:40     |

## Producción
La serie fue creada por Chung Tae-won. Y forma parte de la trilogía junto a IRIS, Athena: Goddess of War e IRIS II.
La dirección fue realizada por Pyo Min-soo y Kim Tae-hoon (김태훈),  quien contó con el apoyo del guionista Jo Gyu-won (조규원).
La producción estuvo a cargo de Song Hyun-woook, quien contó con el apoyo del productor ejecutivo Yoon Chang-beom (miembro del equipo de operaciones de drama de la KBS). También contó con la participación del compositor Lee Dong-joon.
Mientras que la cinematografía estuvo en manos de Park Jae-hong y Lee Yong-gab, y la edición fue realizada por C-47 POST STUDIO.
La primera lectura del guion fue realizada a finales del 2012.
Algunos de los lugares donde la serie fue filmada incluyeron Seúl en Corea del Sur; Budapest en Hungría; Angkor Wat en Camboya y Akita en Japón.
En septiembre del 2012 se anunció que Kang Ji-young se uniría al elenco recurrente de la serie donde interpretaría a una empleada del Servicio de Seguridad Nacional de Corea del Sur (NSS), sin embargo en enero del 2013 se anunció que Ji-young ya no participaría en el drama.
La serie contó con el apoyo de la compañía de producción "Taewon Entertainment".

### Distribución internacional
| País      | Cadena      | Fecha de emisión        | Notas |
| --------- | ----------- | ----------------------- | ----- |
| Brasil    | Rede Brasil | 5 de noviembre del 2018 |       |
| Japón     | LaLaTV      | -                       |       |
| Tailandia | Channel 7   | -                       |       |
| Vietnam   | HTV2        | 7 de marzo del 2014     |       |